# Erasmia pulchella
Erasmia pulchella är en fjärilsart som beskrevs av Hope 1840. Erasmia pulchella ingår i släktet Erasmia och familjen bastardsvärmare. Inga underarter finns listade i Catalogue of Life.

## Bildgalleri

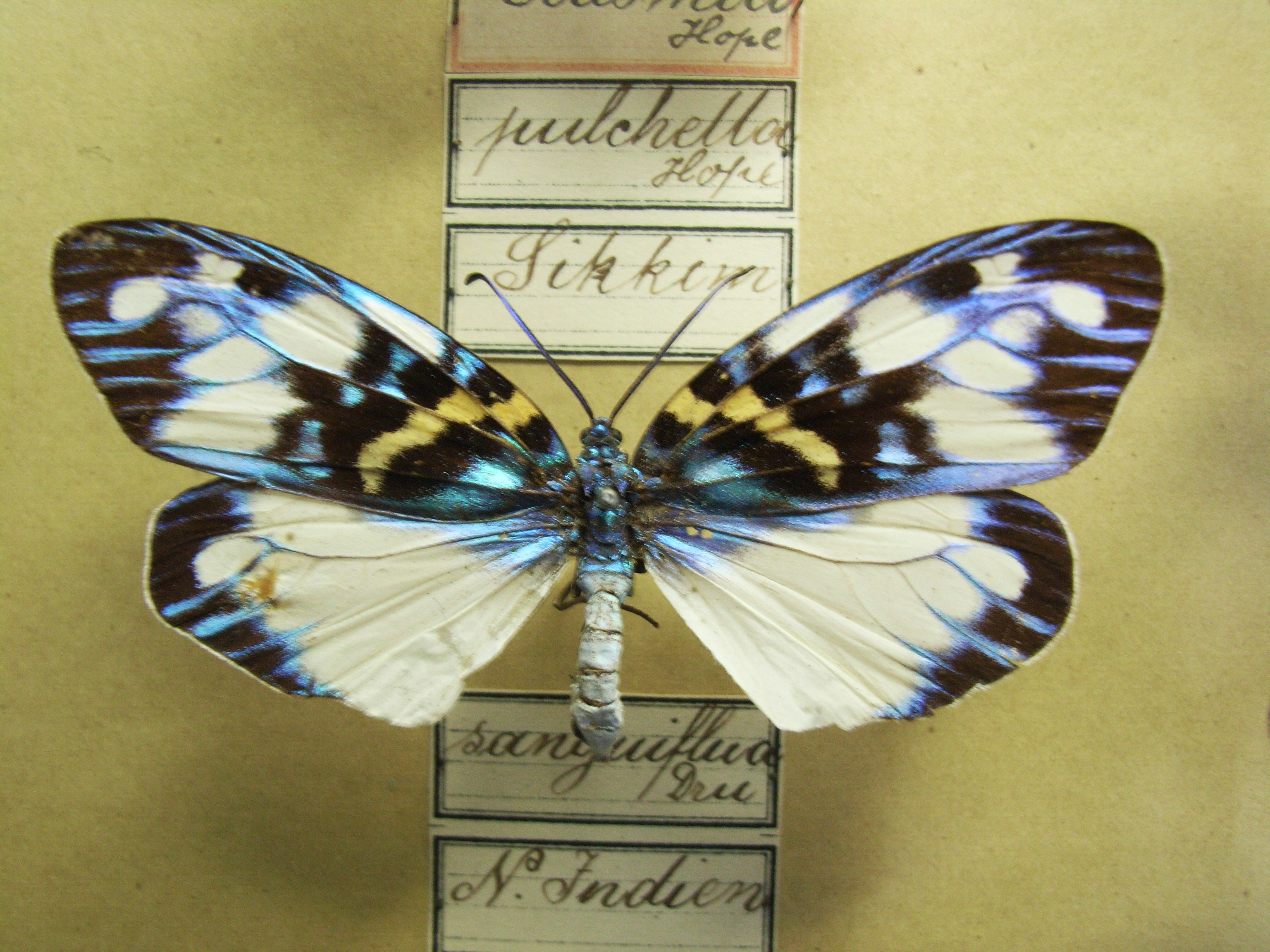
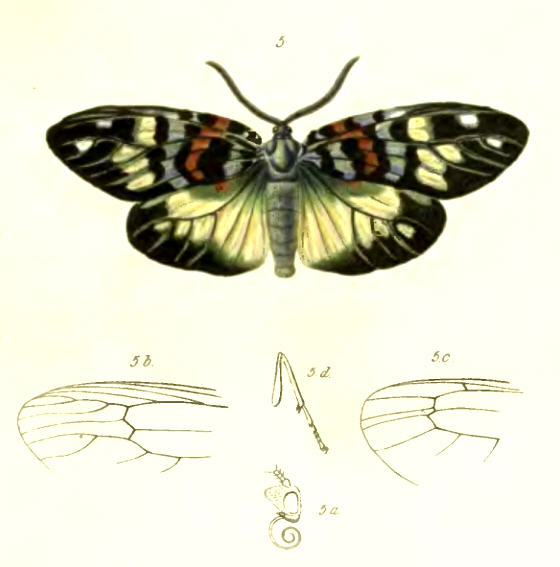